# Control (альбом)
Control (МФА: [kənˈt(ʃ)ɹoʊl]) — третий студийный альбом американской певицы Джанет Джексон, выпущенный 4 февраля 1986 года лейблом A&M. Сотрудничество артистки с авторами песен и продюсерами Джимми Джемом и Терри Льюисом привело к новаторскому звучанию: слиянию современного ритм-н-блюза, фанка, диско, рэп-вокала и синтезаторной перкуссии, что сделало Джексон, Джима и Льюиса главными инноваторами современного ритм-н-блюза. Альбом помог Джексон попасть в чарты поп-мейнстрима, став одной из наиболее известных музыкальных пластинок 1980-х годов.
Содержащие автобиографические темы, тексты песен альбома стали следствием череды изменений в жизни певицы: аннулирования брака с ритм-н-блюз исполнителем Джеймсом Дебаржем, расторжения её деловых отношений с отцом и менеджером Джозефом Джексоном, контракт с новым менеджером Джоном Макклейном и знакомства с Джимом и Льюисом. Диск был высоко оценён критиками, как за артистические достижения, так и за удачную попытку самоутверждения.
Control широко известен, как прорывной альбом в карьере Джексон. Он стал её первым релизом, возглавившим американский чарт альбомов Billboard 200. Пять синглов из альбома — «What Have You Done for Me Lately», «Nasty», «Control», «When I Think of You» и «Let’s Wait Awhile» — попали в топ-5 американского чарта Billboard Hot 100. Музыкальные видео, снятые на синглы, показали танцевальный талант Джексон и помогли телеканалу MTV увеличить аудиторию. Альбом был номинирован на многочисленные премии, в том числе в категориях «Альбом года» и «Лучший продюсер, неклассический» (номинировались Джем и Льюис) на премии «Грэмми» 1987 года. Control занесён Залом славы рок-н-ролла в список «200 главных альбомов все времён». Он был сертифицирован, как пятикратно платиновый Американской ассоциацией звукозаписывающих компаний, а общие мировые продажи составили более четырнадцати миллионов экземпляров.

## Предыстория
Джозеф Джэксон, глава семьи музыкантов Джексонов, был известен как руководитель и менеджер всех своих девяти детей и особенно успешной карьеры группы The Jackson 5. После подписания в 1982 году контракта между лейблом A&M и, шестнадцатилетней тогда, Джанет, он следил за продюсированием её дебютного альбома Janet Jackson и последующей работы Dream Street (1984); последний из которых был написан и спродюсирован её братьями Марлоном и Майклом, а также музыкантом Джесси Джонсоном. Известная в то время, как телеактриса, она была против того, чтобы начинать музыкальную карьеру. Джанет объясняла: «Я выступала в телевизионном шоу, которое я абсолютно ненавидела — Fame. Я не хотела записывать [первый альбом, Janet Jackson]. Я хотела пойти в колледж. Но я сделала это ради моего отца…» и, в итоге, она постоянно конфликтовала с продюсерами. Помимо профессиональных неурядиц, Джексон также воспротивилась воли своей семьи, когда вышла замуж за Джэймса Дебаржа в 1984 году. Джексоны были настроены против этих отношений, отмечая незрелость Дебаржа и его увлечение наркотиками. Джанет вскоре ушла от него и их брак был аннулирован в конце 1985 года.
В итоге Джексон уволила своего отца и наняла Джона Макклейна, на тот момент главного президента отдела артистов и репертуара и генерального менеджера A&M Records. Комментируя своё решение, она говорила, что «просто хотела уйти из дома, из-под гнёта отца, и это было одной из самых трудных задач, которые мне предстояло выполнить: сказать ему, что больше не хочу работать с ним». Джозеф Джексон был зол на Макклейна, потому что ему казалось, что это всё были закулисные игры, для того, чтобы украсть у него карьеру его дочери. Он заявил: «Я много работал ради семьи. Все проблемы появляются, когда кто-то встревает между вами и ними [детьми], чтобы украсть их у вас. Карьера Джанет Джексон уже была поставлена на колёса. И все кто запрыгнул на поезд в тот момент, получили бесплатный проезд». Макклейн отказывался от обвинений, говоря: «Я не пытаюсь увести Джанет или своровать её у отца». Вскоре он представил её продюсерскому дуэту Джэймса Харриса и Терри Льюиса, бывших продюсеров Принса и экс-участников группы The Time.

## Запись и концепция
Когда Джем и Льюис согласились продюсировать третий альбом Джанет, первостепенной задачей они ставили создание сильной армии поклонников певицы, прежде всего, среди афроамериканского сообщества, и только после этого — успех в поп-чартах. Джем говорил в интервью журналу Rolling Stone: «Мы хотели сделать альбом, который будет в каждом чёрном доме Америки… Мы делали чёрный альбом на все времена». Перед тем, как присоединиться к команде Джанет, Джем и Льюис планировали сделать альбом из тех треков, которые они записали для Шэрон Бринт, но она посчитала их тексты и музыку слишком «буйными». Тогда дуэт презентовал тот же сет Джанет, которая его одобрила и внесла свой вклад. Она была отмечена, как соавтор и сопродюсер в буклете альбома. Джем и Льюис говорили, что перед тем, как начать полноценное сотрудничество с Джексон, они провели неделю просто знакомясь со своим новым клиентом. Льюис объяснял: «мы должны были понять её. И мы увидели к чему она стремится, что хочет сказать, где хочет быть и кем хочет стать. И мы объединили несколько песен, которые обозначали то, какой мы её увидели, как она раскрылась перед нами. Вот так всё просто и произошло».
Для песни «What Have You Done for Me Lately», которая изначально предназначалась для собственного альбома Джема и Льюиса, был переписан текст, чтобы показать те чувства, которые Джанет испытывала
в связи с расставанием с Джеймсом Дебаржем. Песня была выбрана ведущим синглом из альбома, так как Джем и Льюис посчитали, что она лучше всего иллюстрирует взгляды Джанет на жизнь. «Nasty», которая по мнению Джанет стала самой инновационной песней альбома, была написана под вдохновением от ситуации из жизни певицы. Джексон вспоминала, пока записывался альбом, её однажды напугали мужчины, околачивавшиеся возле её отеля в Миннеаполисе. Она говорила: «Я возвращалась домой, когда двое парней стали преследовать меня на улице… Вместо того, чтобы побежать за помощью к Джимми или Терри, я приняла боевую стойку. И они отступили. Так родились песни „Nasty“ и „What Have You Done for Me Lately“ — из чувства самозащиты». Джимми Джем написал и сыграл аранжировку клавишных в композиции. Джанет подыгрывала на аккомпанементе. Бэк-вокал был записан Джексон, Джемом и Льюисом. Знаменитый тройной свинговый бит песни был сделан Джемом с помощью синтезатора Ensoniq Mirage. Основной темой «Let’s Wait Awhile» стала проблема безопасного секса и воздержания, — предмет значительного социального внимания того времени. Джем говорил, что это была обычная практика, для музыкантов — использовать злободневные темы для написания текстов песен и что пандемия СПИДа повысила осведомлённость о заболеваниях, передающихся половым путём. Он объяснял: «Тематика песни была идеей Джанет. Она конечно не проповедник. Она не говорит людям, как им нужно жить. Всё что она сделала — предложила свой вариант».
Джозеф Джексон предлагал перенести запись альбома в Лос-Анджелес, чтобы он мог присматривать за дочерью, но Джем и Льюис отказались. Они настояли на том, чтобы запись прошла в их собственной студии в Миннеаполисе, «подальше от блеска и пороков Голливуда и вмешательства отцов-продюсеров». Джем утверждал: «Мы потребовали передать её в наши руки. Мы должны были работать на нашей территории, без всяких охранников, красных ковровых дорожек и без единого человека из команды Джозефа Джексона, которые бы ошивались вокруг, давая бесполезные советы». Control был записан в студии Flyte Tyme Studios, штаб-квартире компании Flyte Tyme Records, основанной Джимми Джемом и Терри Льюисом в Миннеаполисе, штат Миннесота; Джон Макклейн работал, как исполнительный продюсер проекта. Джем и Льюис сыграли на большинстве инструментов для альбома, в том числе перкуссии, пианино, ударных, также записав бэк-вокал. Джексон аккомпанировала Джему и Льюису на клавишных, а также взяла на себя часть работы по написанию аранжировок. Стивен Хольден из The New York Times писал, что альбом был ярким примером развития отношений между музыкантами и новыми технологиями, поясняя, что «технология изменила форму, оболочку, масштабы и даже смысл популярной музыки… Альбом не был создан с помощью студийной музыкальной группы, как это происходило с поп-рок альбомами в 1960-х и 1970-х, но взамен этого продюсеры и певица программировали ударные и текстуры синтезаторов сами». Отец Джексон не одобрил новый материал и имидж Control, утверждая, что это невозможно будет продать. В статье журнала Spin, озаглавленной «Чёрт побери, Джанет: Битва за Control Джанет Джексон» (имеется в виду двойное значение Control — как альбома, и как контроля над Джанет Джексон), Джозеф говорил: «Если бы Джанет слушалась меня, она бы стала такой же великой, как Майкл». Певица и Макклейн не согласились с его мнением. Комментируя итог работы, Джексон говорила: «Это агрессивный, самоуверенный и прорывной [альбом]. Он говорит непосредственно о том, кто я и как я чувствую. И теперь я контролирую мою жизнь. Пришло время делать всё по-моему».

## Релиз и рекламная кампания
Несмотря на то, что A&M не предусматривал полноценный концертный тур в поддержку альбома, лейбл объявил о трёхнедельном промотуре в тринадцати городах США, вслед за релизом пластинки. Control возглавил чарты альбомов Billboard 200 и Top R&B/Black Albums. Американская ассоциация звукозаписывающих компаний (RIAA) сертифицировала альбом, как золотой в апреле 1986 года, за 500 тысяч отгруженных в магазины США экземпляров. Два месяца спустя, в июне 1986 года, альбом был сертифицирован, как платиновый, за 1 миллион отгруженных экземпляров. Три года спустя, в октябре 1989 года, Control был сертифицирован RIAA, как пяти-кратно платиновый. С момента релиза, продажи Control составили более 14 миллионов экземпляров по всему миру. В дополнение к альбому, в некоторых странах, в ноябре 1987 года, был выпущен альбом ремиксов Control: The Remixes.
Экспрессивные тексты песен Джексон были отмечены, как ключевой момент успеха работы. Дейв Марш в книге The Heart of Rock & Soul: The 1001 Greatest Singles Ever Made (1999) писал: «Конечно, Джанет должна была написать такие тексты, адресованные некоторым мужчинам, (в частности, во вполне неприкрытой форме — её отцу и бывшему мужу), которые созданы в столь язвительной манере, на которую бы не решился и иной парень. В конечном итоге Control стал альбомом-бестселлером 1986—1987, с пятью хит-синглами». Первый сингл «What Have You Done for Me Lately» достиг четвёртой позиции в чарте Billboard Hot 100 и первого места в Hot Black Singles. Сингл был сертифицирован RIAA, как золотой в ноябре 1990 года. Песня имела положительно оценённую схожесть с другими записями, отстаивавшими признание женских прав, выпущенными афро-американскими певицами в то время. Композицию сравнивали с «New Attitude» Пэтти ЛаБелль, «Better Be Good to Me» Тины Тёрнер и «Sisters Are Doin' It for Themselves» Ареты Франклин. Опра Уинфри говорила: «Всё что вы можете увидеть в сфере искусства и развлечений, так это то, что чёрные женщины интернализируют идею силы и гордости темнокожих… Чёрные женщины стали прислушиваться к своим внутренним сигналам, а не к мнению общества или даже к идеям чёрного сообщества, какими они должны быть». «Nasty» обошёл в чартах предыдущий сингл на одну позицию, достигнув третьего места в Hot 100 и первого места в Hot Black Singles. Он был сертифицирован, как золотой в ноябре 1990. Критик Джон Брим отмечал: «Авторы [в песне] лукаво противопоставили раскованно-звучащий грув и повторение слова „вульгарный“ с тонкой идеей, направленной против вульгарности».
«When I Think of You» достиг первого места в Hot 100, став первым хитом Джексон, достигшим вершины американского чарта и он был сертифицирован, как золотой в ноябре 1990 года. Пятый сингл «Control» достиг пятого места в Hot 100 и первого места в Hot Black Singles, также став золотым в ноябре 1990. «Let’s Wait Awhile» достиг второго места в хит-параде Hot 100 и первого в чарте Hot Black Singles. Кларенс Пейдж из Chicago Tribune посчитал, что в том же духе, что и «Nasty», эта баллада «проливает холодный душ на страсть молодых любовников „до того, как всё зайдёт слишком далеко“». В отличие от своих предшественников, «The Pleasure Principle» не смог попасть в топ-5 чарта Hot 100, достигнув лишь четырнадцатого места. Тем не менее, сингл стал пятым № 1 в чарте Hot Black Singles. Все синглы с альбома, за исключением «Let’s Wait Awhile», попали в топ-5 хит-парада танцевальной музыки Billboard Club Play Singles. «Funny How Time Flies (When You’re Having Fun)» не был выпущен в качестве коммерческого сингла в США. В других странах, песня смогла попасть на 59 место в чарте Великобритании UK Singles Chart.
Джисус Гарбер, на тот момент бывший директором отдела маркетинга и рекламы чёрной музыки A&M, отмечал, что помимо перемещения из чартов чёрной музыки в чарты поп-мейнстрима, для утверждения статуса Джанет Джексон, как суперзвезды, были использованы музыкальные видео. Эрик Хендерсон из Slant Magazine описывал релиз Control, как «рождение Джанет в статусе звезды музыкальных видео, потому что на шесть из девяти песен альбома были сняты популярные видеоклипы, что стало ничем иным, как объявлением её королевой танцевальных постановок». Хендерсон считал, что танцевальные способности Джексон, развитые тогда неизвестным хореографом Полой Абдул, только поспособствовали продвижению певицы в высший эшелон звёзд. Чарли Минор, на тот момент бывший вице-президентом отдела рекламы A&M, заявлял: «Видео помогли связать образ Джанет Джексон с потребителями… Они дали ей собственное лицо, свой танцевальный стиль, идентифицируемый с песнями и визуализировали её, как звезду рок-н-ролла». Джонатан Коен из журнала Billboard говорил, что «внятный звук и впечатляющая хореография музыкальных видео» не могли быть не замечены телеканалом MTV и помогли ему жанрово расширить программы. Видеоклип к «Nasty» получил три номинации на церемонии вручения наград MTV Video Music Awards 1987 года, выиграв в номинации «Лучшая хореография» (номинировалась Пола Абдул).

## Реакция критики
| Оценки критиков               | Оценки критиков |
| Источник                      | Оценка          |
| ----------------------------- | --------------- |
| AllMusic                      | ·               |
| Billboard                     | без оценки      |
| Encyclopedia of Popular Music | [ 37 ]          |
| The Guardian                  | [ 38 ]          |
| Los Angeles Times             | без оценки      |
| Newsweek                      | без оценки      |
| The New York Times            | без оценки      |
| New Musical Express           | без оценки      |
| Rolling Stone                 | без оценки      |
| The Rolling Stone Album Guide | [ 44 ]          |
| Slant Magazine                | [ 31 ]          |
| Sounds                        | без оценки      |
| The Village Voice             | (B)             |

Роб Хёрбургер из Rolling Stone посчитал, что «острая на язык» Джанет Джексон «более интересна в связи с её личностью, чем с плейлистом», так как Control — это декларация того, что она больше не маленькая сестричка Джексонов. Хёрбургер писал, что такие песни, как «Nasty» и «What Have You Done for Me Lately» развеяли «поп-инженю имидж» двух предыдущих альбомов Джексон и «Control — лучше всего, что делала Дайана Росс за последние пять лет, и ставит Джанет на позиции начинающей Донны Саммер — не желающей принять статус новизны и предпринимающей свои собственные шаги, чтобы перейти на новый уровень». Стивен Айвори из Billboard посчитал: «вокально, Джексон стала более агрессивной, чем когда-либо. Тем не менее, её ярмарка дерзостей и фанкового сленга кажется ещё более провокационной» в сравнении с её предыдущими работами. В NME писали: «Джексон прошла долгий путь, стряхивая с себя опыт пребывания на задворках семьи Джексонов. Она — настоящий артист». В Newsweek посчитали, что «в эру голосистых поп-соул див… данный хит-альбом, сжатый, фанковый, жёсткий как гвозди, стал альтернативой сентиментальным балладам и напыщенным аранжировкам Патти Лабелль и Уитни Хьюстон». Роберт Кристгау «высмеял претензии Джанет на независимость», но дал положительную оценку альбому, основанную на его «развлекательной ценности». Конни Джонсон, критик Los Angeles Times, писал: «Хотя она ещё тинейджер, но поэзия этой певицы является чрезвычайно нервной и зрелой». Джон Парелес из The New York Times отмечал влияние музыки Принса на Control, объясняя: «ритм альбома, его прерывающиеся вокальные партии — даже разговорные интерлюдии в начале, — это абсолютно Миннеаполисский звук».
На 29-й церемонии «Грэмми» 1987 года, Control получил четыре номинации: «Альбом года», «Лучшая песня в стиле ритм-н-блюз» за «What Have You Done for Me Lately», «Лучшее женское вокальное исполнение в стиле ритм-н-блюз» и «Продюсер года, неклассический» для Джимми Джема и Терри Льюиса. Джем и Льюис получили награду «Продюсер года». Альбом получил рекордные двенадцать номинаций на American Music Awards, выиграв четыре. Джексон также выиграла три награды Soul Train Music Awards и шесть наград Billboard Music Awards.
Более поздние рецензии также положительно описывали альбом. Эрик Хендерсон из Slant Magazine писал, что частые заблуждения насчёт того, что Control — это дебютная работа Джексон, только подтверждают его статус «квинтэссенции личной и творческой самореализации», для чего он, в частности, и создавался. Хендерсон отвечал критикам, которые в резкой форме критиковали тонкий голос Джексон, что «кто-то видимо упустил взрывную „gimme a beat“-вокальную пиротехнику, которую она развивает по мере звучания „Nasty“… А возможно они полностью упустили, как идеально её трепетные тремоло вписываются в гимн воздержанию — „Let’s Wait Awhile“». Однако, Хендерсон отмечал, что «формула Джема-Льюиса не была совершенной» и такие песни, как «You Can Be Mine» и «Funny How Time Flies (When You’re Having Fun)» были самыми блеклыми песнями альбома. Уильям Рульман из AllMusic отмечая, что Джексон «предстала агрессивной, независимой женщиной», предположил, что настоящей ценностью альбома стал продюсерский талант Джимми Джема и Терри Льюиса.

## Влияние на популярную культуру
Её альбом 1986 года, Control важен для развития ритм-н-блюза по нескольким причинам. Основные продюсеры альбома, Джимми Джем, Терри Льюис и сама Джексон, основали новый звук, который совмещал элементы ритмики фанка и диско, наряду с большой дозой синтезаторов, перкуссии, саунд-эффектов и настроения рэп-музыки.
Control стал широко известен, как прорыв в карьере Джексон, утвердив её, как независимого артиста и доминантную фигуру в поп-музыке. Журнал Jet писал, что несмотря на то, что принадлежность к семье Джексонов давала певице возможность получить внимание аудитории по всему миру, именно Control стал для неё поворотной вехой, с которой «её карьера пошла вверх и она вошла в высшую лигу звёзд. Control продемонстрировал Джанет, как человека твёрдого и способного, наконец, контролировать её собственную жизнь». Дэннис Хант из Los Angeles Times писал: «Ранее, она записала два простейших, по-детски звучащих, соул-альбома. Если вы слушали внимательно этот детский материал, то могли обнаружить там развивающегося артиста, который изо всех сил пытался выбраться из него. Джимми Джем и Терри Льюис раскрыли настоящую Джанет Джексон».
Согласно мнению Рикки Винсента, автора книги Funk: The Music, The People, and The Rhythm of The One (1996), сотрудничество Джема, Льюиса и Джанет стало одним из важнейших событий 1980-х, так как они изменили танцевальную музыку, соединив модное звучание с индустриальными битами. Как было указано музыковедом Ричардом Дж. Рипани, автором книги The New Blue Music: Changes in Rhythm & Blues, 1950—1999 (2006), Control оказал наибольшее влияние на стиль ритм-н-блюз в истории, впервые проложив дорожку между R&B и рэп-музыкой. Его успех, как в мейнстримовых ритм-н-блюз чартах, так и в поп-мейнстриме «стал началом распространения многих стилистических приёмов рэпа в течение последующих лет и Джанет Джексон продолжала быть лидером в этих инновациях». Более того, сингл «Nasty» был обозначен, как предтеча стиля нью-джек-свинг, пионером которого считают Тедди Райли. В книге The New Rolling Stone Album Guide (2004) писали, что альбом повлиял на популярную музыку просто «появлением в роли блокбастера в каждом своём моменте», а Эрик Хендерсон из Slant Magazine отмечал: «Control был хит-машиной в каждом своём бите, такой же каким был альбом Thriller». Стив Морс из The Boston Globe комментировал: «Судя по всему, 1986 год стал звёздным часом темнокожих певиц — фактически, лучшим со времён эры диско, десятилетие назад… Чёрная музыка взобралась на вершины поп-чартов в самой захватывающей манере, когда Уитни Хьюстон, Пэтти Лабелль и Джанет Джексон выпустили альбомы, ставшие № 1».
В дополнение к тому, что альбом вывел Джексон из под тени её семьи, Control утвердил её, как одного из главнейших артистов в поп-музыке, сделав соперником Мадонны, когда критики стали сравнивать их влияние на музыкальную индустрию и более молодых исполнителей. Что касалось продвижения синглов, то Пол Грин из Billboard сообщал: «10 или 20 лет назад мы могли ожидать всего два сингла из альбома любого исполнителя. Теперь, мы вошли в эру, когда Мадонна выпускает пятый сингл из альбома True Blue, а Джанет Джексон — шестой из её лонг-плея Control». Джексон вскоре стала первой певицей, шесть синглов которой, из одного альбома, попали в топ-40 чарта Billboard Hot 100. Журналист Los Angeles Times, Пол Грин, написал цикл статей, названный «Влияние Мадонны и Джанет Джексон», описывая, как менеджер Дебби Гибсон Дауг Брейтбарт утверждал: «Мадонна вернула в поп-музыку действительно сильный, мелодический компонент». На что редактор Teen Beat Мэджи Мёрфи отвечал: «Джанет Джексон, возможно, начала делать это лучше чем кто-либо иной». Энтони Декёртис, автор книги Present Tense: Rock & Roll and Culture (1992), писал, что «Мадонна и Джанет Джексон снимали видео, которые отражали женский феминистический взгляд» и описывал клип к песне «Nasty», как феминистическую теорию, реализованную в качестве фильма, который разбивает шаблонное отношение к женщинам.
Книга The New Rolling Stone Album Guide (2004) документировала, что в последующие два года после релиза Control, «новый урожай женщин исполнительниц (таких, как Пола Абдул и Кэрин Уайт) получил популярность имитируя стиль Джанет». Control был включён в целый ряд музыкальных публикаций, как один из самых важных альбомов в истории музыкальной индустрии, в том числе в список «100 лучших альбомов 1980-х» журнала Rolling Stone, «100 женщин потрясших мир» журнала Q, «Vital Pop: 50 главных поп альбомов» и «Лучшие альбомы 80-х» издания Slant Magazine, «100 главных альбомов 20-го века» и «Неувядающие 51» журнала Vibe и в «The Definitive 200: Топ 200 альбомов всех времён» Зала славы рок-н-ролла. В The Guardian описывали релиз альбома, как один из 50-ти главных моментов в истории ритм-н-блюза и хип-хопа.

## Награды
| Организация             | Страна         | Награда (категория) | Год  | Источник |
| ----------------------- | -------------- | --- | ---- | -------- |
| Billboard Music Awards  | США            | Топовый чёрный артист, Топовый сингловый чёрный артист, Топовый артист танцевальной музыки, Топовый танцевальный артист по продажам, Топовый сингловый поп-артист, Топовая сингловая женщина-исполнитель | 1986 | [ 52 ]   |
| «Грэмми»                | США            | Продюсер года, неклассический | 1987 | [ 14 ]   |
| American Music Awards   | США            | Любимый Соул/R&B сингл («Nasty»), Любимая женщина-исполнитель в категории Видео, Соул/R&B | 1987 | [ 48 ]   |
| Soul Train Music Awards | США            | Лучшее музыкальное видео («What Have You Done For Me Lately»), Женский альбом года (Control) | 1987 | [ 50 ]   |
| MTV Video Music Awards  | США            | Лучшая хореография («Nasty») | 1987 | [ 33 ]   |
| American Music Awards   | США            | Любимое Соул/R&B видео («When I Think of You»), Любимое Поп/Рок видео («When I Think of You») | 1988 | [ 49 ]   |
| Soul Train Music Awards | США            | Лучшее музыкальное видео («Control») | 1988 | [ 51 ]   |
| Rolling Stone           | США            | «100 лучших альбомов 1980-х» (28 место) | 1989 | [ 63 ]   |
| Vibe                    | США            | «100 главных альбомов 20-го века» (без ранжирования) | 1999 | [ 67 ]   |
| Q                       | Великобритания | «100 женщин потрясших мир» (72 место) | 2002 | [ 64 ]   |
| Slant Magazine          | США            | «Vital Pop: 50 главных поп-альбомов» (без ранжирования) | 2003 | [ 65 ]   |
| Зал славы рок-н-ролла   | США            | «The Definitive 200: Топ 200 альбомов всех времён» (86 место) | 2007 | [ 69 ]   |
| Vibe                    | США            | «Неувядающие 51» (без ранжирования) | 2008 | [ 68 ]   |
| Slant Magazine          | США            | «Лучшие альбомы 80-х» (31 место) | 2012 | [ 66 ]   |

## Список композиций
| №  | Название                                        | Автор(ы)                                       | Продюсер(ы)                | Длительность |
| -- | ----------------------------------------------- | ---------------------------------------------- | -------------------------- | ------------ |
| 1. | «Control»                                       | Джеймс Харрис III, Терри Льюис, Джанет Джексон | Харрис, Льюис              | 5:55         |
| 2. | «Nasty»                                         | Харрис, Льюис, Джексон                         | Харрис, Льюис              | 4:03         |
| 3. | «What Have You Done for Me Lately»              | Харрис, Льюис, Джексон                         | Харрис, Льюис              | 4:59         |
| 4. | «You Can Be Mine»                               | Харрис, Льюис, Джексон                         | Харрис, Льюис              | 5:16         |
| 5. | «The Pleasure Principle»                        | Монте Моар                                     | Моар, Джексон*, Стив Уэйс* | 4:58         |
| 6. | «When I Think of You»                           | Харрис, Льюис, Джексон                         | Харрис, Льюис              | 3:56         |
| 7. | «He Doesn’t Know I’m Alive»                     | Спенсер Бернард                                | Харрис, Льюис              | 3:30         |
| 8. | «Let’s Wait Awhile»                             | Харрис, Льюис, Джексон, Мелани Эндрюс          | Харрис, Льюис, Джексон     | 4:37         |
| 9. | «Funny How Time Flies (When You’re Having Fun)» | Харрис, Льюис, Джексон                         | Харрис, Льюис              | 4:29         |

| №   | Название     | Автор(ы)                   | Продюсер(ы)        | Длительность |
| --- | ------------ | -------------------------- | ------------------ | ------------ |
| 10. | «Start Anew» | Ральф Маккартни Юи Торияма | Маккартни, Торияма | 4:19         |

(*) отмечены, как сопродюсеры

## Участники записи
- Джанет Джексон — вокал, бэк-вокал, клавишные, колокольчики
- Мелани Эндрюс — бэк-вокал
- Трой Энтони — саксофон
- Джером Бентон — вокал
- Спенсер Бернард — синтезатор, гитара
- Джифф Боучейз — гитара
- Марк Карденас — синтезатор
- Роджер Думас — ударные, программинг
- Джимми Джем — синтезатор, перкуссия, пианино, ударные, вокал, бэк-вокал
- Джиллибин Джонсон — гитара, вокал
- Лиза Кейт — бэк-вокал
- Терри Льюис — перкуссия, вокал, бэк-вокал
- Джон Макклейн — продюсер
- Монте Моар — синтезатор, гитара, ударные
- Николас Ретс — акустическая и двенадцатиструнная гитары
- Гвендолин Трейлор — бэк-вокал
- Хами Вейв — бэк-вокал

## Позиции в чартах
| Чарт (1986—1989)                       | Высшая позиция |
| -------------------------------------- | -------------- |
| Австралия (Kent Music Report)          | 25             |
| Великобритания (UK Albums Chart)       | 8              |
| Германия (Offizielle Top 100)          | 36             |
| Канада (RPM Top Albums/CDs)            | 11             |
| Нидерланды (Album Top 100)             | 7              |
| Новая Зеландия (RMNZ)                  | 5              |
| США (Billboard 200)                    | 1              |
| США (Billboard Top R&B/Hip-Hop Albums) | 1              |
| Швейцария (Schweizer Hitparade)        | 28             |
| Швеция (Sverigetopplistan)             | 47             |
| Япония (Oricon)                        | 82             |

| Чарт (1986)                        | Позиция |
| ---------------------------------- | ------- |
| США (Billboard Top Black Albums)   | 2       |
| США (Billboard Top Popular Albums) | 6       |

## Сертификации и продажи
| Регион                                                      | Сертификация  | Продажи    |
| ----------------------------------------------------------- | ------------- | ---------- |
| Канада (Music Canada)                                       | Платиновый    | 100 000^   |
| Нидерланды (NVPI)                                           | Платиновый    | 100 000^   |
| Новая Зеландия (RMNZ)                                       | Золотой       | 7500^      |
| Великобритания (BPI)                                        | Платиновый    | 300 000^   |
| США (RIAA)                                                  | 5× Платиновый | 6,379,000^ |
| Итого                                                       |               |            |
| Мир                                                         | —             | 10,000,000 |
| ^ Данные о тиражах приведены только на основе сертификации. |               |            |